# Джабир ибн Абдуллах
Джа́бир ибн ‘Абдулла́х аль-Анса́ри (араб. جابر بن عبدالله الأنصاري‎;
607, Медина — 696, Медина) — один из сподвижников пророка Мухаммеда и передатчиков хадисов.

## Биография
Его полное имя: Джабир ибн ‘Абдуллах ибн ‘Амр ибн Харам аль-Ансари. Он родился в Медине в 607 году. Его отец, Абдуллах аль-Ансари, происходил из племени хазрадж. Его матерью была Насиба бинт Укба ибн Удди. Абдуллах аль-Ансари принял ислам, участвовал в мусульманском движении и погиб в битве при Ухуде. После смерти отца на его попечении осталось семь его сестёр.
Джабир также принял активное участие в строительстве молодого исламского государства. При жизни пророка Мухаммада он участвовал в 19 сражениях, а также в завоевании Мекки (630). Во время первой гражданской войны в Халифате он был на стороне Праведного халифа Али и никогда не  признавал Муавию.
Джабир является одним из самых известных передатчиков хадисов (рави). К нему восходят 1540 хадисов. Он хорошо знал исламские науки и преподавал в мечети Пророка. Он умер в возрасте 95 лет в Медине. По некоторым данным он был последним умершим сподвижником Пророка в Медине.